# تي ن. دي سيلفا
تي ن. دي سيلفا هو ضابط سريلانكي، ولد في 1939.